# Blessey
Blessey était une commune française, située dans le département de la Côte-d'Or et la région Bourgogne-Franche-Comté. La commune a disparu officiellement le 1er janvier 2009 à la suite de la fusion avec sa voisine Saint-Germain-Source-Seine donnant naissance à la nouvelle commune de Source-Seine.

## Toponymie
Les mentions les plus anciennes de la localité sont : Blatciaco, altare sancti Germani 992, Blaciacum 1190, Garnerius, Guido, domini Bleyseii 1200, Bartholomeus de Blaysé 1202, Blacé 1288, Blacey, Blacé 1352, Blessey 1372, Bercey 1376, Blassey v. 1380, Blassey près de Chanceaulx 1388, Blecey près Sarmaise 1389, Blecey 1423, Blaissey 1568, Blessy 1673, Blessey 1757.

## Administration
| Période    | Période | Identité           | Étiquette | Qualité   |
| ---------- | ------- | ------------------ | --------- | --------- |
| avant 1988 | ?       | Maurice Rateau     |           |           |
| mars 2001  | 2009    | Jean-Louis Bornier | SE        | Éducateur |

## Démographie
| 1793 | 1800 | 1806 | 1821 | 1831 | 1836 | 1841 | 1846 | 1851 |
| ---- | ---- | ---- | ---- | ---- | ---- | ---- | ---- | ---- |
| 211  | 208  | 201  | 210  | 210  | 160  | 168  | 163  | 172  |

| 1856 | 1861 | 1866 | 1872 | 1876 | 1881 | 1886 | 1891 | 1896 |
| ---- | ---- | ---- | ---- | ---- | ---- | ---- | ---- | ---- |
| 155  | 132  | 148  | 136  | 126  | 112  | 98   | 103  | 102  |

| 1901 | 1906 | 1911 | 1921 | 1926 | 1931 | 1936 | 1946 | 1954 |
| ---- | ---- | ---- | ---- | ---- | ---- | ---- | ---- | ---- |
| 81   | 71   | 72   | 57   | 54   | 72   | 33   | 43   | 43   |

| 1962 | 1968 | 1975 | 1982 | 1990 | 1999 | 2006 | - | - |
| ---- | ---- | ---- | ---- | ---- | ---- | ---- | - | - |
| 25   | 21   | 20   | 32   | 30   | 27   | 24   | - | - |

Histogramme

(élaboration graphique par Wikipédia)

## Lieux et monuments
- Chapelle Sainte-Anne XVIe siècle qui dépendait, avant la Révolution, de la paroisse de Saint-Germain-la-Feuille, très anciennement était une paroisse sous le vocable de Saint-Germain[1].
- Lavoir en hémicycle construit en 1835 et alimenté par une source ; il a été restauré en 2007[5]. Une navicelle (bassin de fontaine en forme de barque) en bronze d'époque gallo-romaine, découverte non loin, pourrait rattacher le lieu au culte de la déesse Sequana, les sources de la Seine étant toutes proches. L'objet est conservé au musée archéologique de Dijon.